# Pareumenes quadrispinosus
Pareumenes quadrispinosus är en stekelart som först beskrevs av Henri Saussure 1855.  Pareumenes quadrispinosus ingår i släktet Pareumenes och familjen Eumenidae.

## Underarter
Arten delas in i följande underarter:
- P. q. acutus
- P. q. conjunctus
- P. q. interjectus
- P. q. interruptus
- P. q. javanum
- P. q. transitorius